# Gente Pobre
Gente Pobre (em russo:  Бедные люди, transl. Bednye Lyudi) é o primeiro romance do escritor russo Fiódor Mikhailovitch Dostoiévski. A obra, escrita durante os anos de 1844 e 1845 e publicada em janeiro de 1846, quando o autor tinha 24 anos, tem como personagens humildes habitantes da cidade russa de São Petersburgo.
O livro revela uma impressionante maturidade se considerarmos a idade do autor. Podemos vê-lo como um manifesto da sua concepção de literatura, porque encontramos aqui presentes as especificidades que o distinguiriam ao longo de toda a sua obra. Ainda antes da sua publicação, este primeiro romance foi alvo dos elogios entusiastas do crítico literário Belinski, que vaticinou o surgimento de um gigante da literatura e defendeu que Gente Pobre constituía a primeira manifestação do romance social no país dos Czares. Mas Dostoiévski é mais do que um romancista social - ele entra em suas personagens e sonda as profundezas das suas almas, pensando, sentindo e falando como elas. Gente Pobre é um romance epistolar, genialmente construído com um mínimo de descrição, o que obriga o leitor a reinventar tudo aquilo que não é dito.

## Sinopse
A história passa-se num dos bairros miseráveis de São Petersburgo, onde um funcionário de meia-idade vai trocando correspondência com uma jovem costureira que é na realidade sua vizinha. Mas, demasiado pobres para se casarem, o seu amor passa todo e apenas por estas cartas de dimensão patética, onde contam um ao outro os pequenos acontecimentos do dia-a-dia e onde relatam as suas vidas sofridas, reflectindo individualidades tornadas insignificantes pela miséria.

## Edições em Portugal
- Dostoiévski, Fiódor. Pobre Gente. Porto: Civilização, 1935.
- Dostoiévski, Fiódor. Pobre Gente e Outras Novelas. Lisboa: Estúdios Cor, 1963.
- Dostoiévski, Fiódor. Pobre Gente. Porto: Progredior, 1964.
- Dostoiévski, Fiódor. Obras Completas. Lisboa: Arcádia, 1964.
- Dostoiévski, Fiódor. Gente Pobre. Lisboa: Presença. 2006 (1.ª) e 2010 (2.ª), ambas traduzidas diretamente do russo por Nina Guerra e Filipe Guerra.
- Dostoiévski, Fiódor. Gente Pobre. São Paulo: Editora 34. 2009 traduzida diretamente do russo.